# Fabrice Philipot
Fabrice Philipot (født 24. september 1965 i Montgard, død 17. juni 2020) var en fransk landevejscykelrytter. Til hans største præstationer hørte den hvide ungdomstrøje i Tour de France 1989 og en andenplads ved Liège-Bastogne-Liège 1989.